# Epidendrum vargasii
Epidendrum vargasii är en orkidéart som beskrevs av Eric Alston Christenson och Nauray. Epidendrum vargasii ingår i släktet Epidendrum och familjen orkidéer.
Artens utbredningsområde är Peru. Inga underarter finns listade i Catalogue of Life.